# El País
El País je španski časopis, ustanovljen leta 1976.  
Ureja se v španščini, čeprav nekatere regionalne različice uporabljajo druge jezike v nekaterih suplementih (npr. Quadern Catalunya). Po podatkih Oficine de Justificación de la Difusión (OJD) in z referenco na obdobje od julija 2016 do junija 2017, je bilo izdanih 231.140 izvodov. S tem je uvrščen na najbolje prodajan dnevni časopis v Španiji. Sedež in redakcijo upravljajo v Madridu, čeprav so oddelki razvrščeni tudi po ostalih večjih španskih mestih (Barcelona, Valencija, Sevilla, Bilbao, Santiago de Compostela), iz katerih izhajajo različne izdaje glede na pokrajino. Kraj proizvodnje in natisa se razdeli na Madrid, Barcelono, Valencijo, Seviljo, A Coruña, Gran Canaria, Burgos, Belgija, Italija, Mehika in Argentina. 

## Zgodovina
Ni prvi španski časopis, ki se je imenoval El Pais. Že prej je obstajal El Pais, ustanovljen leta 1887, z zelo podobnim logotipom in napisan z velikimi tiskanimi črkami, brez akcenta. El Pais ima tudi »globalno edicijo« oz. internacionalno, ki se natisne in izda v Latinski Ameriki. Digitalna izdaja časopisa ElPais.com je najbolje brani digitalni časopis v španskem jeziku z 11.618.000 uporabniki (september 2016). Po zadnjih podatkih Estudia General de Medios, ki zbira podatke med februarjem in novembrom 2017, El Pais doseže 1.080.000 bralcev na dnevni ravni v svoji tiskani izdaji. Je vodilni časopis v španskem jeziku na internetu, ki dosega 18.941.000 bralcev po podatkih iz Comsore-a, decembra 2017. Prisoten je tudi na socialnih omrežjih z več kot 6,6 miljoni sledilcev na twitterju in več kot 4 miljoni na facebooku. Časopis spada k Grupo PRISA. Njen glavni pobudnik je od leta 2010 dalje skupina iz ZDA, Liberty Acquisition Holding. Leta 2011 je skupina PRISA (ki drži v rokah tudi Cadeno SER (radio), Cinco Dias, Grupo Santillano, Diario As, Los 40 Principales, med drugimi mediji), h kateri spada El Pais, zabeležila največje izgube v svoji zgodovini, 451 miljonov evrov, šestkrat več kot v letu 2010. Časopis svojo statistiko upravlja prek Institua OPINA. 
El Pais je ustanovil José Ortega Spottorno, sin filozofa Jose Ortega Gasseta. Svojo prvo številko je izdal 4.maja 1976, pet mesecev po Francovi smrti, ko se je začela španska tranzicija. Časopis je bil oblikovan s strani Reinharda Gade in Julia Alonsa. Bil je prvi časopis z jasnim demokratskim namenom v okolju, kjer so preostali španski časopisi imeli dolgo zgodovino frankizma. El Pais je tako zasedel do tedaj prazno mesto in postal, skupaj z Diario 16, časopis demokratske Španije, v času, v katerem je postopno prehajanje iz frankizma v demokracijo šele potekalo. Prvi direktor je bil Juan Luis Cebrian, ostal je do leta 1988, ki je prišel k El Paisu iz časopisa Informaciones, in ki je delal pri Diario Pueblo, organu sindikatov pri Franku. V tem kontekstu politične spremembe med špansko tranzicijo, je njegov sedež doživel atentat 30.oktobra leta 1978. Eksplozija je pokončala Andresa Fraguasa in poškodovala ostala dva sodelavca. Naslednji dan se je na španskih Cortes dokončno sprejela Španska Konstitucija. Ko se je zgodil udar oblasti Antonia Tejera  23-F, se je El Pais utrdil kot sporočevalec in znanilec španske demokracije. Na sredi čiste negotovosti, med nočjo iz 23.februarja 1981, ko je bila vlada in vsi poslanci ugrabljena, v Kongresu in so vojaški tanki okupirali ulice Valencije in še preden je Television Espanola lahko sporočila, da Juan Carlos I obsoja ta udar, je El Pais izdal na ulice posebno izdajo časopisa, naslovljeno »El Pais«, s »Konstitucijo«. To je bil prvi častnik, ki je izšel tisto noč, da se je jasno opredelil in pozval državljane, da izrazijo svojo podporo demokraciji. 
Od volitev 1982, ko je PSOE zmagala z večino, in ko je El Pais odprto podprl vlado Felipeja Gonzalesa dalje, se je El Pais, torej med 80. leti 20. stoletja, še bolj utrdil kot voditelj španskega tiska. K prestižu El Paisa je botrovala tudi njegova rigurozna predanost novinarskim normam in standardom. Leta 2010 je Libert Liberty Acquisition Holdings, severnoameriški konglomerat, prevzel PRISA-o in s tem El Pais. Med vlado socialistov, pod vodjo José Luis Rodríguez Zapatera, je El País, časopis, ki je bil tradicionalno znan kot zavzetnik za PSOE, objavil več člankov kritičnih in nasportnih politiki vlade Zapatera. Ti dogodki so odprli nove možnosti v tisku leve stranke v Španiji, kot na primer pojav časopisa Público in kasneje ElDiario.es.
26. novembra 2013 je EL Pais objavil svojo prvo edicijo online v portugalskem jeziku. 
El Pais je imel od svojega začetka dalje pet direktorjev. Od 3. maja 2014 opravlja to vlogo Antonio Caño.